# Kabinett Papen

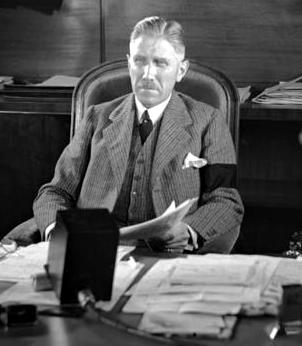
Reichskanzler Papen

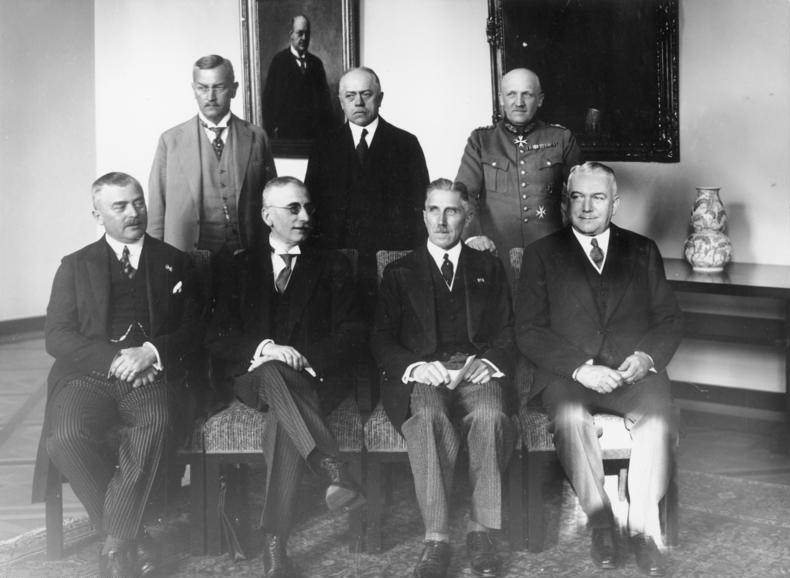
Das Kabinett Papen; stehend v.l.: Gürtner (Justiz), Warmbold (Wirtschaft), Schleicher (Reichswehr); sitzend v.l.: Braun (Ernährung, Landwirtschaft), Gayl (Inneres), Papen (Kanzler), Neurath (Äußeres); es fehlen: von Krosigk (Finanzen), Schäffer (Arbeit), Eltz-Rübenach (Verkehr, Post)

Das Kabinett Papen, ein Präsidialkabinett, war während der Weimarer Republik in der Zeit vom 1. Juni 1932 bis zum 3. Dezember 1932 die Regierung des Deutschen Reiches. Von Zeitgenossen wurde das Kabinett, dem der Adelige Franz von Papen als Reichskanzler vorstand und dem nahezu ausschließlich parteilose Fachminister mit adliger Abstammung oder akademischem Hintergrund angehörten, auch spöttisch als Kabinett der Barone bezeichnet. Nach Angaben des ehemaligen Papen-Mitarbeiters Fritz Günther von Tschirschky war der Name, den auch sozialdemokratische und kommunistische Gegner der Regierung benutzten, eine Erfindung des nationalsozialistischen Propagandachefs Joseph Goebbels.

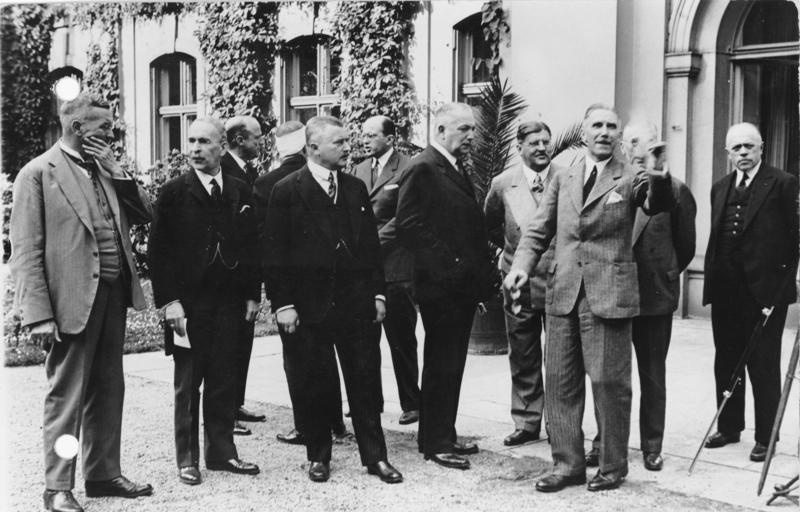
Kabinett Papen

Das Kabinett Papen wurde auf Initiative des im Hintergrund wirkenden Kurt von Schleicher gebildet, der auch Papen ausgesucht hatte. Neben den Parteilosen waren nur die Deutschnationalen in der Regierung vertreten, zu der sie drei Minister beisteuerten. Die meisten Mitglieder der Regierung waren der breiten Öffentlichkeit zum Zeitpunkt ihrer Berufung praktisch unbekannt. 
Das Präsidialkabinett konnte sich nur ein halbes Jahr halten. Grund dafür war, dass es keine Mehrheit im Reichstag fand und Reichspräsident Paul von Hindenburg nach Schleichers Planspiel Ott einen Bruch der Verfassung durch das Ignorieren eines Misstrauensvotums des Reichstags oder einen Staatsstreich für zu gefährlich hielt. Schließlich wurde es vom Kabinett Schleicher abgelöst.

## Zusammensetzung

### Reichsminister
| Kabinett Papen 1. Juni 1932 bis 3. Dezember 1932 | Kabinett Papen 1. Juni 1932 bis 3. Dezember 1932   | Kabinett Papen 1. Juni 1932 bis 3. Dezember 1932        | Kabinett Papen 1. Juni 1932 bis 3. Dezember 1932 | Kabinett Papen 1. Juni 1932 bis 3. Dezember 1932 |
| ------------------------------------------------ | -------------------------------------------------- | ------------------------------------------------------- | ------------------------------------------------ | ------------------------------------------------ |
| Reichskanzler                                    |                                                    | Franz von Papen                                         |                                                  | parteilos                                        |
| Auswärtiges Amt                                  |                                                    | Konstantin Freiherr von Neurath ab 2. Juni 1932         | parteilos                                        |                                                  |
| Inneres                                          |                                                    | Wilhelm Freiherr von Gayl                               |                                                  | DNVP                                             |
| Finanzen                                         |                                                    | Johann Ludwig Graf Schwerin von Krosigk ab 2. Juni 1932 |                                                  | parteilos                                        |
| Wirtschaft                                       |                                                    | Hermann Warmbold                                        | parteilos                                        |                                                  |
| Arbeit                                           | Hermann Warmbold bis 5. Juni 1932 geschäftsführend |                                                         | parteilos                                        |                                                  |
| Arbeit                                           |                                                    | Hugo Schäffer ab 6. Juni 1932                           | parteilos                                        |                                                  |
| Justiz                                           |                                                    | Franz Gürtner ab 2. Juni 1932                           |                                                  | DNVP                                             |
| Reichswehr                                       |                                                    | Kurt von Schleicher                                     |                                                  | parteilos                                        |
| Post                                             |                                                    | Paul Freiherr von Eltz-Rübenach                         | parteilos                                        |                                                  |
| Verkehr                                          |                                                    | Paul Freiherr von Eltz-Rübenach                         | parteilos                                        |                                                  |
| Ernährung und Landwirtschaft                     |                                                    | Magnus Freiherr von Braun                               |                                                  | DNVP                                             |
| Reichsminister ohne Geschäftsbereich             |                                                    | Franz Bracht (seit 29. Oktober 1932)                    |                                                  | parteilos                                        |
| Reichsminister ohne Geschäftsbereich             |                                                    | Johannes Popitz (seit 29. Oktober 1932)                 | parteilos                                        |                                                  |

### Beamte der Reichskanzlei
| Beamte der Reichskanzlei                                | Beamte der Reichskanzlei                                                                          |
| ------------------------------------------------------- | ------------------------------------------------------------------------------------------------- |
| Staatssekretär der Reichskanzlei                        | Erwin Planck                                                                                      |
| Gemeinsamer Dienst bei Reichskanzler und Staatssekretär | Ministerialdirektor Edwin Pukaß                                                                   |
| Referent                                                | Ministerialdirektor Viktor von Hagenow (zum 1. Juli 1932 in den einstweiligen Ruhestand versetzt) |
| Referent                                                | Ministerialrat Othmar Feßler                                                                      |
| Referent                                                | Ministerialrat Heinrich Vogels                                                                    |
| Referent                                                | Ministerialrat Richard Wienstein                                                                  |
| Referent                                                | Ministerialrat Edwin Pukaß                                                                        |
| Referent                                                | Oberregierungsrat Hans Thomsen                                                                    |
| Referent                                                | Oberregierungsrat Curt Walter                                                                     |
| Referent                                                | Oberregierungsrat Otto Westphal                                                                   |
| Referent                                                | Oberregierungsrat Joseph Krebs                                                                    |
| Ministerialbürodirektor                                 | Rudolf Ostertag                                                                                   |
| Pressechef der Reichsregierung                          | Ministerialdirektor Heinrich Ritter von Kaufmann-Asser (bis 17. August 1932)                      |
| Pressechef der Reichsregierung                          | seit 17. August 1932: Ministerialdirektor Erich Marcks                                            |